# Chosrau III.

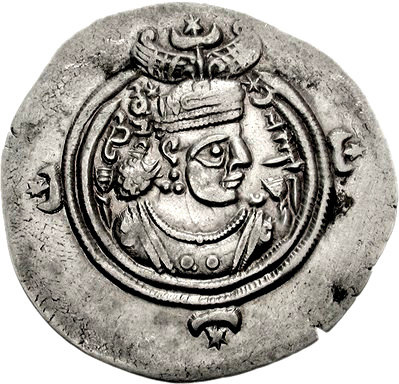
Bildnis von Chosrau III.

Chosrau III. war ein Neffe des Sassanidenkönigs Chosrau II., nach dessen Tod es zu anarchischen Zuständen im Reich gekommen war. Die Nachfolger Chosraus II., darunter zwei Königinnen, konnten sich nur wenige Monate auf dem Thron halten und regierten teils gleichzeitig in verschiedenen Teilen des Reiches; zudem ist die Quellenüberlieferung für diese Zeit sehr unsicher.
Chosrau III. wurde 630 im Osten Persiens zum König ausgerufen. Er konnte sich nur regional Autorität verschaffen und wurde nach wenigen Monaten ermordet. Peroz II. scheint anschließend von Anhängern Chosraus zum König erhoben worden zu sein, nur um kurze Zeit später ebenfalls ermordet zu werden.